# Le Baiser salé
 (mars 2023).
Si vous disposez d'ouvrages ou d'articles de référence ou si vous connaissez des sites web de qualité traitant du thème abordé ici, merci de compléter l'article en donnant les références utiles à sa vérifiabilité et en les liant à la section « Notes et références ».
Le Baiser salé est un des principaux clubs de jazz à Paris.
Il se situe dans le 1er arrondissement, rue des Lombards, non loin d'autres clubs comme le Duc des Lombards et le Sunset-Sunside.

## Histoire
C’est en 1983 que les Gibson’s Brothers arrivent au 58 de la rue des Lombards.
Sur le principe du café concert, le lieu propose dès cette année-là une musique aux accents tropicaux. « Les Étoiles » duo brésilien mythique attire la foule et... Maria Rodriguez, qui met un pied dans l'histoire du club à la faveur d'un de leurs concerts en aidant le personnel débordé. Elle débute ainsi une carrière de programmatrice / directrice visionnaire qui continue à ce jour. Véritable dénicheuse de talents, 
Le Baiser Salé a pu ainsi révéler un nombre important d'artistes, notamment au cours de la jam animée par François Constantin depuis les années 1990, parmi ceux qui ont fait leurs premiers pas, se sont fait un nom ou ont marqué ce club citons : Angélique Kidjo, Richard Bona, Étienne M'Bappé, Ultramarine, Sylvain Luc, Jaleo, Laurent Vernerey, Blick Bassy, Linley Marthe, Mokhtar Samba, Nguyen Lê, Mario Canonge, Lou Tavano, Emile Parisien, Vincent Bidal, Daniel Mille, Khalil Chahine, Thierry Eliez, Pajaro Canzani, Thierry Arpino, Jean-Christophe Maillard, Jean-Marc Jafet, Paco Séry, Loïc Pontieux, Roger Biwandu, Chic Hot, Monica Passos, Sammy Thiebault, Captain Mercier, Laurent Cokelaere, Klaus Blasquiz, Jimi Drouillard, Manu Leprince, Eric Séva, Louis Winsberg, Jean-Pierre Como, Michel Alibo, Idrissa Diop, Rido Bayonne, Catia Werneck, Dexter Goldberg, Thierry Lemaître etc.